# هارولد هيوستن جورج
هارولد هيوستن جورج (بالإنجليزية: Harold H. George)‏ هو عسكري أمريكي، ولد في 14 سبتمبر 1892 في لوكبورت في الولايات المتحدة، وتوفي في 29 أبريل 1942 في داروين في أستراليا.